# Мартин Стефанов
Мартин Стефанов е български футболист, нападател, който се състезава за Ботев (Пловдив).

## Кариера
Стефанов е юноша на Славия, където и дебютира в мъжкия футбол, но не успява да се наложи в първия състав и преминава в Спортист (Своге), където прави много добри игри и е привлечен в Несебър. След това преминава в Спартак (Пловдив), но след като преди сезон 2011/2012 Спартак се отказва от участие в Б група и Стефанов напуска. Мартин Стефанов започва подготовка със Светкавица, а интерес към него има и новият член на А Ботев (Враца), но той решава да остане в Пловдив и подписва договор с Ботев (Пловдив). С който се разделя само след няколко месеца неуспешен престой.